# Гагин, Иван Алексеевич
Иван Алексеевич Гагин — советский государственный и политический деятель, полковник государственной безопасности, участник Гражданской и Великой Отечественной войн. Почётный гражданин города Ярославля.

## Биография
Родился в 1897 году в деревне Рогово в черте города Ярославля.
С 1915 года — на хозяйственной, общественной и политической работе. В 1915—1985 гг. — подмастерье слесарно-механического цеха, токарь по металлу, член местного комитета токарно-механического цеха Урочских железнодорожных мастерских, участник Октябрьской революции в Ярославле. С 1 сентября 1918 года работал в ЧК. В том же месяце вступил в РКП(б). Помощник комиссара Ярославской губернской организации Красной Гвардии, секретарь Тверицкого районного комитета РСДРП(б), начальник 4-й милицейской части Ярославской гражданской советской милиции, комиссар станции Ярославль ЯргубЧК, участник Гражданской войны, комиссар 1-го батальона 1-го образцового полка комбедов, комиссар 52-го стрелкового полка, работник особого отдела Белорусско-Литовской (16-й) армии, участник советско-польской войны, пленён, освобожден, начальник особого отдела 11-й кавалерийской дивизии, начальник особого отдела 17-й Нижегородской стрелковой дивизии, заместитель начальника особого и контрразведывательного отдела ПП ОГПУ по Нижегородскому краю, начальник спецбюро особого отдела ОГПУ, начальник кодификационного отделения отдела кадров ОГПУ-НКВД СССР, помощник наркома внутренних дел Узбекской ССР, заместитель министра внутренних дел Узбекской ССР, член Ярославского городского Совета старейшин, председатель Совета старейшин Заволжского района города Ярославля, председатель Ярославского городского Совета ветеранов КПСС.
Избирался депутатом Верховного Совета Узбекской ССР 1-го созыва.
В 1950-х Гагин был пойман при подлоге с целью возвеличить свою роль в революционных событиях. Он вставил своё лицо на фотографию, где был запечатлен штаб Красной гвардии г. Ярославля, и принёс её в Ярославский областной музей. Заместитель директора музея М. Г. Мейерович сообщил о фальсификации в партийную организацию, в результате на Гагина было заведено дело. Длившееся несколько лет разбирательство в итоге было замято, Гагин отделался вынесенным порицанием.
11 августа 1982 г. решением Ярославского городского Совета народных депутатов И. А. Гагину был присвоено звание «Почётный гражданин города Ярославля».
Написал книгу «воспоминаний» «В пороховом дыму». Позже выяснилась недостоверность этого текста как в конкретных деталях, так и в целом; по имеющимся в ярославских архивах документам был установлен ряд серьезных несоответствий опубликованной биографии Гагина реальным фактам.
Умер в Ярославле в 1985 году. Похоронен на Воинском мемориальном кладбище Ярославля.